# Mortdecai
Mortdecai és una pel·lícula de comèdia d'acció estatunidenca de 2015 dirigida per David Koepp i escrita per Eric Aronson. La pel·lícula està adaptada de la sèrie de novel·les Mortdecai (concretament la seva primera instal·lació de 1972 Don't Point that Thing at Me) escrita per Kyril Bonfiglioli. És protagonitzada per Johnny Depp en el paper principal i també compta amb Gwyneth Paltrow, Ewan McGregor, Olivia Munn, Paul Bettany i Jeff Goldblum. Llançada per Lionsgate el 23 de gener de 2015, Mortdecai va ser una bomba de taquilla, que va recaptar 47 milions de dòlars en comparació amb el seu pressupost estimat de 60 milions de dòlars, i va rebre males crítiques. Es va doblar al català.

## Argument
Lord Charlie Mortdecai, un "comerciant d'art" i estafador, és abordat a Hong Kong per una de les seves víctimes, un gàngster anomenat Fang. Jock, el criat fidel de Mortdecai, exclou el seu amo abans que puguin ser assassinats.
En tornar a Londres, Mortdecai i la seva dona, Johanna, consideren maneres de pagar el seu deute fiscal aclaparador. Paral·lelament, a Oxford, un quadre de Francisco Goya es converteix en l'objectiu d'un elaborat robatori, que provoca l'assassinat d'un restaurador d'art. L'inspector Alistair Martland s'encarrega del cas. Ell, enamorat de la Johanna des de la universitat, pressiona en Mortdecai perquè l'ajudi. Martland creu que el principal sospitós és Emil Strago. Mortdecai accepta ajudar a canvi del 10% dels diners de l'assegurança.
Mortdecai entrevista persones afiliades al món de l'art, inclosa Spinoza, un contrabandista d'art. Mentre discuteixen, Strago arriba i els dispara, matant Spinoza; Mortdecai escapa il·lès, tot i que accidentalment dispara a Jock en el procés. La Johanna es reuneix amb 'El duc', que coneix el lladre i diu que la pintura amaga la ubicació d'un cúmul d'or nazi. Mortdecai és segrestat per pinxos que treballen per a un rus anomenat Romanov perquè creuen que Mortdecai té la pintura. Romanov amenaça amb tortura tret que Mortdecai li entregui, però escapa per una finestra amb Jock.
Martland envia Mortdecai a Amèrica per reunir-se amb el potencial comprador de Goya, Milton Krampf. Planejant vendre el seu estimat Rolls-Royce a l'estatunidenc, intenta veure si Krampf està relacionat amb el robatori. Després que Mortdecai arribi a Los Angeles, Krampf li mostra que el Goya va ser introduït de contraban als Estats Units als Rolls després que l'haguessin robat a Strago i s'hi hagués amagat allà.
Krampf convida a Mortdecai a la festa, on ensenyarà el Goya. En Jock i en Mortdecai intenten robar-lo durant la festa, igual que la filla de Krampf, Georgina i Strago. Ella intenta seduir Mortdecai mentre Strago roba el quadre. La Johanna arriba amb Martland i atrapa el seu marit amb Georgina. Mortdecai fuig per ajudar a Jock a robar el quadre, però descobreix que Krampf ha estat assassinat per Strago i que el quadre ha desaparegut. Strago és atrapat, però la Georgina l'ajuda a escapar amb la pintura. Mortdecai, Jock, Martland i Johanna els troben en un motel on Martland cala foc als Goya, fent que l'edifici exploti. Es revela que la pintura era una falsificació; El duc ha amagat l'autèntic.
Els Mortdecais recuperen el quadre i el subhasta. La venda atrau Fang i Romanov, els matons dels quals Mortdecai i Jock fugien. A la sala de subhastes, Strago intenta segrestar la Johanna mentre Mortdecai puja el 'Goya'. Sir Graham finalment la guanya per Romanov i Martland deté Strago durant la commoció. Els ingressos de la venda paguen el seu deute, però encara estan trencats.
Es revela que la pintura és una altra falsificació, i Romanov planeja la seva venjança mentre els seus pinxos comencen a torturar Sir Graham.
A l'escena final, els Mortdecais comparteixen un bany de bombolles mentre admiren l'autèntic Goya.

## Repartiment
- Johnny Depp - Charlie Mortdecai
- Ewan McGregor - Inspector Alistair Martland
- Gwyneth Paltrow - Johanna Mortdecai
- Paul Bettany - Jock Strapp
- Jonny Pasvolsky - Emil Strago
- Olivia Munn - Georgina Krampf[4]
- Jeff Goldblum - Milton Krampf
- Michael Culkin - Sir Graham
- Ulrich Thomsen - Romanov
- Alec Utgoff - Dmitri
- Paul Whitehouse - Spinoza
- Michael Byrne - the Duke
- Austin Lyon - Hotel Clerk
- Nicholas Farrell - Auctioneer
- Junix Inocian - Fang Fat

## Producció
La fotografia principal i la producció van començar a Londres el 21 d'octubre de 2013.
Parts de la pel·lícula es van rodar a la Hedsor House a Buckinghamshire al Regne Unit, on Depp, Munn i Bettany van filmar escenes al Boudoir i Bridal Suites de Hedsor House.
Les escenes també es van rodar a la National Art Library al Victoria and Albert Museum de Londres.
El quadre de Goya és un pastitx o versió moderna del Retrat de la marquesa de Santa Cruz de 1805 (Madrid, Museu del Prado).

## Llançament
El 23 d'abril de 2014, Lionsgate va anunciar que la pel·lícula s'estrenaria el 6 de febrer de 2015. El 24 de setembre de 2014, la data d'estrena es va canviar al 23 de gener de 2015.

### Màrqueting i promoció
Una foto de la pel·lícula amb Depp es va revelar el 8 de maig de 2014. Quatre pòsters de personatges, amb Depp, Paltrow, McGregor i Munn amb bigoti, es van llançar el novembre de 2014. Un vincle promocional de la pel·lícula va ser fet per The Art of Shaving, els aparadors del qual mostraven cartells de Depp mostrant les seves navalles amb el lema "Handsome Doesn't Just Happen".
El primer tráiler de la pel·lícula es va estrenar el 12 d'agost, adjunt a The Expendables 3. El segon tràiler es va publicar el 12 de novembre i es va adjuntar a Dumb and Dumber To, The Hunger Games: Mockingjay – Part 1, Com matar el teu cap 2, Top Five i The Gambler.

## Recepció

### Taquilla
Mortdecai va recaptar 7,7 milions de dòlars a Amèrica del Nord i 39,6 milions de dòlars a altres territoris per un total mundial de 47,3 milions de dòlars, enfront d'un pressupost de producció de 60 milions de dòlars.
La pel·lícula es va estrenar a Amèrica del Nord el 23 de gener de 2015. Es projectava que la pel·lícula recaptaria uns 10 milions de dòlars en 1.586 sales de cinema durant el seu cap de setmana d'obertura. La pel·lícula va guanyar 1,5 milions de dòlars el seu primer dia i va recaptar 4,2 milions de dòlars el cap de setmana d'estrena, i va quedar 9a a la taquilla. En la seva tercera setmana, la pel·lícula es va retirar de 2.395 teatres (una caiguda del 90,4%), la 10a caiguda de cinema més gran de la història en aquell moment.

### Resposta crítica
A Rotten Tomatoes, la pel·lícula té una puntuació d'aprovació del 12% basada en 112 ressenyes i una puntuació mitjana de 3,50/10. El consens crític del lloc diu: "Agressivament estrany i deliberadament poc divertit, el Mortdecai equivocat sona una nota terriblement baixa a la filmografia posterior a Pirates de Johnny Depp". A Metacritic, la pel·lícula té una puntuació de 27 sobre 100 basat en 21 crítics, indicant "crítiques generalment desfavorables". A Twitter, Robbie Collin de The Daily Telegraph caracteritza la pel·lícula com "The Crap Budapest Hotel", explicant a la seva ressenya: "Mortdecai: mort de cinéma, més com ". Els públics enquestats per CinemaScore va donar a la pel·lícula una nota mitjana de "C+" en una escala d'A+ a F.
El gener de 2015, Christopher Rosen de The Huffington Post va dir que Mortdecai "sembla destinada a ser qualificada com la pitjor pel·lícula del 2015, i merescudament".

### Reconeixement
| Premi                   | Categoria                     | Nominat                              | Resultat |
| ----------------------- | ----------------------------- | ------------------------------------ | -------- |
| Premis Golden Raspberry | Pitjor actor                  | Johnny Depp                          | Nominat  |
| Premis Golden Raspberry | Pitjor actriu                 | Gwyneth Paltrow                      | Nominat  |
| Premis Golden Raspberry | Pitjor combinació de pantalla | Johnny Depp i el seu bigoti enganxat | Nominat  |